# Igaracy
Igaracy is een gemeente in de Braziliaanse deelstaat Paraíba. De gemeente telt 6.529 inwoners (schatting 2009).
De gemeente grenst aan Aguiar, Coremas, Piancó en Itaporanga.